# Тривимірне телебачення
Триви́мірне телеба́чення — телебачення, яке здатне передати глядачеві «ефект глибини».

## Термінологія, пов'язана з 3D
Сучасне, так зване 3D-відео, таким не є. При його відтворенні відображається сукупність плоских кадрів, спеціального виду. Тут правильніше говорити про стереовідео, бо в даному випадку безпосередньо експлуатується така особливість нашого зорового сприйняття, як різноракурсність виду для кожного з очей. Побудова тривимірного образу відбувається вже в людському мозку. Чесною, хоча і фантастичною (на даному рівні розвитку техніки) альтернативою стерео-телебаченню є голографічне телебачення, коли телевізійний приймач чесно відтворює світлове поле, відповідне тривимірному об'єкту.
Наслідком такого «обману» (показують плоскі кадри, змушуючи мозок думати, що перед ним протяжний об'єкт) є деякі труднощі сприйняття 3D-відео: не секрет, що багато тих, хто дивиться подібне відео, швидко втомлюються, деякі люди його просто не бачать, а певній категорії громадян подібне видовище взагалі протипоказане.

## Анагліф
Історично першими і найпростішими були так звані анагліфічні системи. Принцип їх гранично простий. Поділ кадру на «ліву» та «праву» компоненти відбувається за спектральним принципом: перед лівим оком встановлюється червоний фільтр (він бачить тільки червону компоненту картинки), перед правим — синьо-зелений (він, відповідно, сприймає тільки синьо-зелений). Картинка, зібрана з двох кольорових напівкадрів, характерно «двоїться» без окулярів, в окулярах же «збирається» воєдино і людина бачить об'ємний чорно-білий образ.

## Стерео-окуляри з активним затвором
Найбільшого поширення в масовому телебаченні отримали окуляри з активним РК-затвором.
Телебачер по черзі показує кадри для правого і лівого ока, одночасно посилаючи по інфрачервоному каналу імпульси синхронізації. Окуляри з інфрачервоним приймачем оснащені РК-транспарантами в скельцях, які по черзі відкриваються і закриваються. Так що коли на екрані «лівий кадр», відкрита шторка для лівого ока і закрита для правого і навпаки. Тобто в даному випадку ми маємо справу з часовим поділом стереопар.

## Поляризаційні окуляри
Третій із застосовуваних виробниками телебачерів принципів — поділ світлових потоків за допомогою поляризації. Найчастіше використовується кругова поляризація.
У цих телебачерах використовується особливий екран: на нього напилюються поляризатори, причому не суцільно, а порядко́во: на парні рядки, наприклад, «правий» поляризатор (що створює кругову поляризацію в одному напрямку), а на непарні — «лівий» (закручує поляризацію в протилежному напрямку). Отримане відео переглядають через окуляри з відповідними поляризаційними скельцями.
Теоретично принцип досить простий, витончений і обіцяє всю сукупність плюсів з одним очевидним мінусом — вертикальна роздільна спроможність падає вдвічі. Інший суттєвий мінус — непомірна складність виготовлення і, відповідно, ціна екрану. Саме тому поки доля цієї технології — професіонали, що працюють з 3D.

## Автостереоскопічні дисплеї
Паралельно з розвитком систем з 3D-окулярами йдуть дослідження в області побудови стерео -зображення без застосування окулярів. Такі системи називаються автостереоскопічними, оскільки створюють стереоефект як би самі собою, без допомоги окулярів.
Система працює на просторовому розділенні світлових пучків: на екран наноситься спеціальний лінзовий растр (вертикальний), який відхиляє промені, що проходять крізь нього. Вихідна стереопара «нарізається смужками» і збирається в єдиний кадр (принцип той же, що й у випадку поляризаційної системи, але «нарізка» йде не по рядках, а по стовпцях). У підсумку під кожною лінзою виявляється пара смуг — «права» і «ліва» . В результаті заломлення світла в лінзах в кожне з очей потрапляє своя частина світлового потоку.

## Рекорд
Найбільший світлодіодний 3D-телебачер, який має діагональ екрану 7,11 метра, був розроблений українською компанією ЕКТА і використовувався для прямої трансляції фінального матчу Ліги чемпіонів УЄФА в клубі Гетеборга (Швеція). Відеотрансляцію здійснила компанія Viasat-Швеція. Світовий рекорд зафіксовано у Книзі рекордів Гіннеса.